# Epidendrum verrucosum
Epidendrum verucosum là một loài Epidendrum lan được mô tả bởi Schwartz vào năm 1806. Năm 1861, Reichenbach đặt nó vào bộ phận phụ Euepidendrum Planifolia Paniculata của chi Epidendrum.
Năm 1844, Lindley xuất bản một mô tả một loài lan rất khác biệt, Encyclia adenocaula (Lex.) Schltr. (1918), dưới danh pháp Epidendrum verrucosum, khiến cho Epidendrum verrucosum Lindl. (1844) là một tên không hợp lệ, và đồng nghĩa cho Encyclia adenocaula.